# تيرسين
توجد بلدية تيرسين ولاية سعيدة تحدها شمالا بلدية سيدي أحمد وشرقا بلدية هونة وغربا بلدية عين سلطان وهي بلدية تعدادها السكاني حوالي 32000 نسمة يمارس الزراعة كمصدر أساسي